# Eucinostomus argenteus
Eucinostomus argenteus is een straalvinnige vissensoort uit de familie van mojarra's (Gerreidae). De wetenschappelijke naam van de soort is voor het eerst geldig gepubliceerd in 1855 door Baird & Girard.